# マックス・O・ローレンツ
マックス・オット・ローレンツ (Max Otto Lorenz、1876年9月19日 - 1959年7月1日)は、アメリカ合衆国の経済学者。1905年に、所得の不平等を描写するローレンツ曲線を発表したことで有名である。
彼がローレンツ曲線についての論文を公開したのは、ウィスコンシン大学マディソン校での博士課程の時であった（ただ、彼が1906年に公開した博士論文では、この論文については触れられていない）。
また、彼が提唱したこの尺度に「ローレンツ曲線」という語を当てたのは、彼自身ではなくWillford I. Kingである。(1912年)

## 人物
ローレンツはドイツ系アメリカ人である。父は1841年にプロイセン王国のライン州（後のノルトライン＝ヴェストファーレン州）の都市エッセンに生まれた。
研究と教育の両方において活躍し、また、アメリカ合衆国の国勢調査局や統計局、州際通商委員会などの機関にしばしば雇用された。
1917年にはアメリカ統計学会の特別研究員に選出された。
妻ネリーと結婚し、フレッド、ロジャー、ジュリアンの3人の息子を持った。